# Roderborn
 (signalé en mai 2025).
Si vous disposez d'ouvrages ou d'articles de référence ou si vous connaissez des sites web de qualité traitant du thème abordé ici, merci de compléter l'article en donnant les références utiles à sa vérifiabilité et en les liant à la section « Notes et références ».
- Archive Wikiwix
- Bing
- Cairn
- DuckDuckGo
- E. Universalis
- Gallica
- Google
- G. Books
- G. News
- G. Scholar
- Persée
- Qwant
- (zh) Baidu
- (ru) Yandex
- (wd) trouver des œuvres sur Wikidata

 (mars 2023).
Roderborn est un ruisseau d’une longueur d’à peine 1 km sur le territoire de la commune de Perl appartenant à l’arrondissement de Merzig-Wadern dans le land de la Sarre en Allemagne. C’est un affluent à droite de la Moselle.

## Situation géographique
La source du Roderborn se situe à l’extrémité sud-ouest de la commune de Perl. Son parcours d’une longueur totale de 0,9 km finit dans la Moselle au niveau du canal à droite de l’écluse d’Apach, en face de la commune luxembourgeoise de Schengen, et à proximité immédiate de la frontière française et du département de la Moselle. La différence d’altitude entre la source et l’embouchure est de 73 mètres, ce qui correspond à une pente de 81 ‰ environ.